# 刘易斯·道格拉斯
刘易斯·威廉姆斯·道格拉斯（英語：Lewis Williams Douglas；1894年7月2日—1974年3月7日），是美国的政治家、外交官、商人，曾担任美国预算局局长、美国驻英国大使。

## 外部連結
- 有关刘易斯·道格拉斯在德国经济学中央图书馆（ZBW）20世纪新闻档案中的剪报。